# Bisdom Lucknow
Het bisdom Lucknow (Latijn: Dioecesis Lucknovensis) is een rooms-katholiek bisdom met als zetel Lucknow, in India. Het bisdom is suffragaan aan het aartsbisdom Agra. 

## Geschiedenis
Het bisdom werd opgericht op 12 januari 1940, uit delen van het bisdom Allahabad en het aartsbisdom Agra.

## Parochies
Het bisdom had in 2021 een oppervlakte van 45.125 km2 en telde 22.843.750 inwoners waarvan 0,04% rooms-katholiek was.

## Bisschoppen
- Albert Conrad de Vito (12 december 1946 - 16 november 1970)
- Cecil DeSa (5 juni 1971 - 11 november 1983)
- Alan Basil de Lastic (2 juli 1984 - 19 november 1990)
- Albert D’Souza (21 november 1992 - 16 februari 2007)
- Gerald John Mathias (8 november 2007 - heden)

## Galerij van afbeeldingen

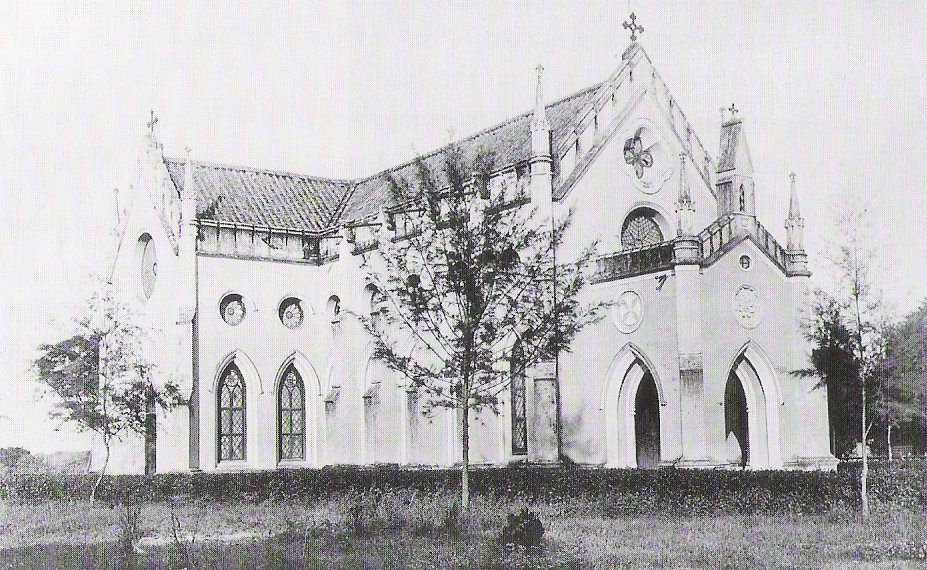
Oude kathedraal werd in 1967 afgebroken om plaats te maken voor de huidige kathedraal
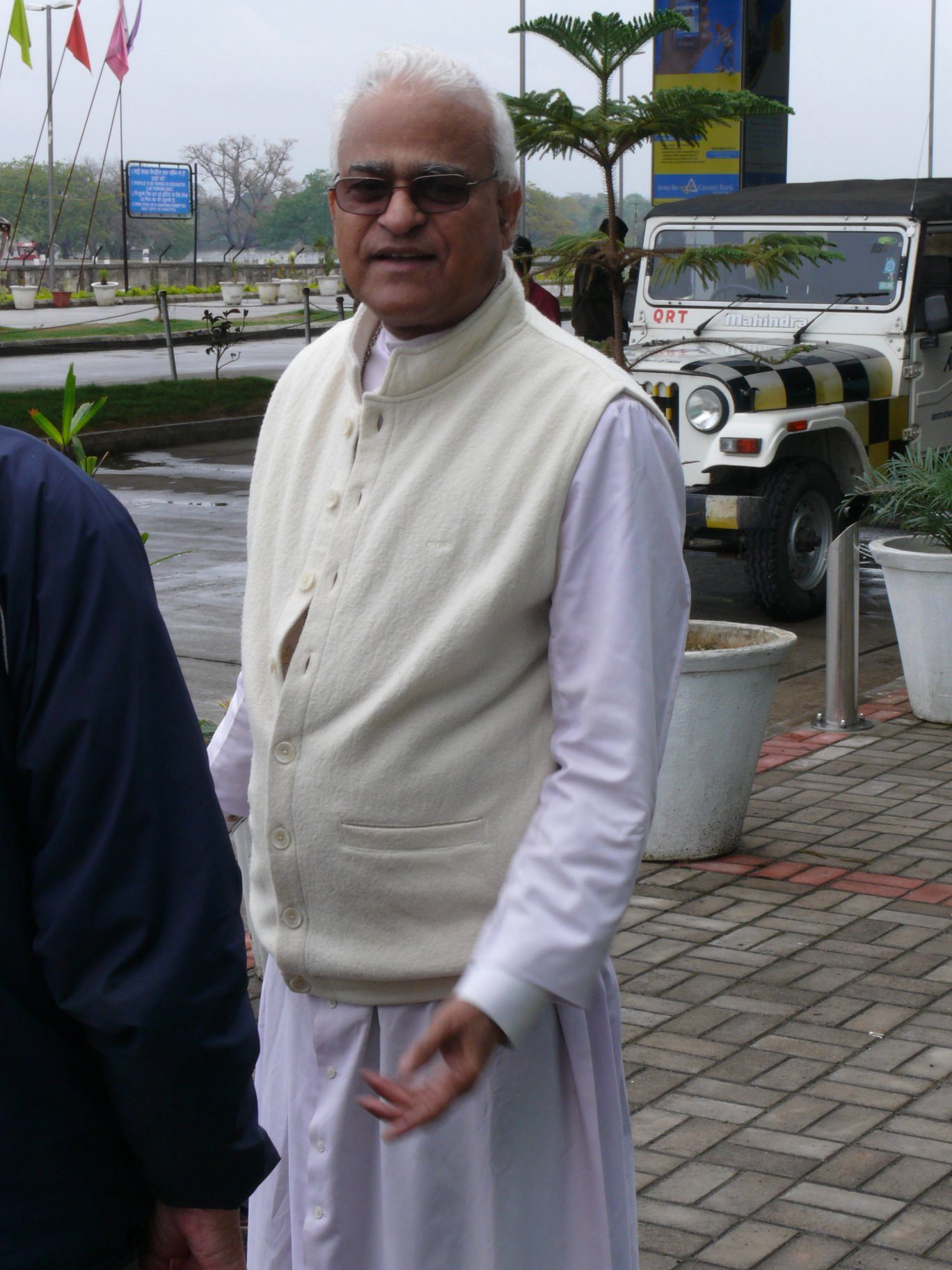
Bisschop Albert D’Souza (1992-2007)

Agra (aartsbisdom) · Ajmer · Allahabad · Bareilly · Bijnor (Syro-Malabar) · Gorakhpur (Syro-Malabar) · Jaipur · Jhansi · Lucknow · Meerut · Udaipur · Varanasi